# Lycomorphodes occinea
Lycomorphodes occinea là một loài bướm đêm thuộc phân họ Arctiinae, họ Erebidae.